# Metamorfosis (grupo ecuatoriano)
Metamorfosis es una banda formada en 1988 en Quito, Ecuador. Su estilo se define como hard rock y heavy metal. Es una de las bandas ecuatorianas con mayor trayectoria dentro de la escena nacional underground de su país, con participaciones en diversos conciertos y festivales y reconocimientos a nivel local.

## Inicios
En el año 1988, en Santa Ana, al sur de la ciudad de Quito, Carlos Ramírez (guitarra), Santiago Ruiz (bajo y coros), Washington Vicente (batería) y Juan Tapia (guitarra y voz), compañeros del colegio San Fernando, se juntan para conformar una banda de rock con el propósito de participar en varios eventos artísticos representando a su plantel, interpretando temas de bandas de rock clásico como The Doors, Black Sabbath, Led Zeppelin y Queen, bajo el nombre de Generación 1.
En 1989, Nicolás Saltos reemplaza a Carlos Ramírez y Hernán Coba a Washington Vicente, cambiando el nombre de la banda por Adipsia y presentándose en el coliseo del colegio Anderson ante mil personas, iniciando su carrera en la escena roquera quiteña. Al no contar con instrumentos propios, la banda solía alquilarlos en una academia de música ubicada en el centro de Quito, que se convertiría paulatinamente en el cuartel general de ensayo diario de varias bandas de la época en proceso de formación como Brutal Masacre y Visions of Death, cuyos músicos también colaborarían con Adipsia, entre ellos Beethoven Hidalgo y Juan Jarrín.
En 1992, y tras el ingreso de Fabián Arteaga como cantante y Marco Mosquera en la batería, Adipsia toma el nombre definitivo de Metamorfosis, a la vez que empieza a componer temas propios.

## Trayectoria
En 1996, Metamorfosis es invitada a ser telonera de Héroes del Silencio, en el Coliseo Rumiñahui de Quito. Tras la incorporación de Álex Alvarado como nuevo vocalista, participar en varios conciertos en diversas ciudades del Ecuador y debutar en el festival nacional Al Sur del Cielo, luego de varios años de trabajo publican en 2001 su álbum debut, Anónimo, que incluye varios temas que difundieron durante la década de los noventa como "Fuga social", "Mar adentro", "República de ciegos", "Sin sentencia" y el controversial tema "14 murieron", una crítica a la intervención del estado peruano contra el grupo subversivo MRTA en la Operación Chavín de Huántar, que diversos sectores de la izquierda latinoamericana consideraron como una acción de terrorismo de Estado. El mismo año la banda es invitada como apertura de los shows de Ángeles del Infierno en Cuenca y de Gillman en Quito, y es reconocida por el popular show La Zona del Metal de radio La Luna 99.3 FM como la banda nacional más solicitada.
En 2003, y tras la salida de su cantante Álex Alvarado, la agrupación lanza su segundo álbum, Esperanza de Golpe, manteniendo su línea de temas de corte social y con una serie de shows que continúa durante 2004 junto a la banda quiteña Viuda Negra. Durante 2006 reciben el premio "Artista Permanencia" de parte de la organización cultural Mis Bandas Nacionales.
En 2009 Metamorfosis debutó en el festival internacional Quito Fest, compartiendo escenario junto a la agrupación norteamericana de metalcore Walls of Jericho y al emblemático grupo brasileño Angra.
Luego de varios años lejos de los estudios de grabación y tras el retorno de Álex Alvarado como vocalista, en 2018 Metamorfosis publicó Crudo, su tercer álbum de estudio, mismo que distribuyó de manera limitada.

## Alineación actual
- Juan Tapia (guitarra principal)
- Juan Francisco Jácome (guitarra)
- David Remache (bajo)
- Paúl Sánchez (batería)
- Álex Alvarado (voz)

## Discografía
- Anónimo (2001)
- Esperanza de Golpe (2003)
- Crudo (2018)